# Аллендейл (Іллінойс)
Аллендейл (англ. Allendale) — селище (англ. village) в США, в окрузі Вабаш штату Іллінойс. Населення — 458 осіб (2020).

## Географія
Аллендейл розташований за координатами 38°31′39″ пн. ш. 87°42′37″ зх. д. / 38.52750° пн. ш. 87.71028° зх. д. (38.527619, -87.710257).  За даними Бюро перепису населення США в 2010 році селище мало площу 0,80 км², уся площа — суходіл.

## Демографія
Згідно з переписом 2010 року, у селищі мешкало 475 осіб у 181 домогосподарстві у складі 134 родин. Густота населення становила 594 особи/км².  Було 204 помешкання (255/км²).
Расовий склад населення:
| - 99,2 % — білих - 0,4 % — чорних або афроамериканців - 0,2 % — азіатів |

До двох чи більше рас належало 0,0 %. Частка іспаномовних становила 0,2 % від усіх жителів.
За віковим діапазоном населення розподілялося таким чином: 25,7 % — особи молодші 18 років, 60,6 % — особи у віці 18—64 років, 13,7 % — особи у віці 65 років та старші. Медіана віку мешканця становила 37,4 року. На 100 осіб жіночої статі у селищі припадало 108,3 чоловіків;  на 100 жінок у віці від 18 років та старших — 104,0 чоловіків також старших 18 років.
Середній дохід на одне домашнє господарство  становив 58 497 доларів США (медіана — 47 813), а середній дохід на одну сім'ю — 63 713 долари (медіана — 58 750). Медіана доходів становила 43 958 доларів для чоловіків та 24 861 долар для жінок. За межею бідності перебувало 13,2 % осіб, у тому числі 20,9 % дітей у віці до 18 років та 1,2 % осіб у віці 65 років та старших.
Цивільне працевлаштоване населення становило 326 осіб. Основні галузі зайнятості: освіта, охорона здоров'я та соціальна допомога — 18,4 %, виробництво — 16,9 %, транспорт — 9,2 %, роздрібна торгівля — 8,6 %.